# Campethera bennettii
Campethera bennettii е вид птица от семейство Picidae.

## Разпространение
Видът е разпространен в Ангола, Ботсвана, Бурунди, Замбия, Зимбабве, Демократична република Конго, Малави, Мозамбик, Намибия, Руанда, Свазиленд, Танзания и Южна Африка.